# Offentlig sektor
 Ikke at forveksle med Offentlighed.
Den offentlige sektor eller det offentlige er i moderne samfund den del af økonomien, som under ledelse af politikerne beskæftiger sig med produktion af serviceydelser til borgerne samt udøvelse af myndighed eller – i kritisk formulering – administration af det offentlige bureaukrati. Modstykket til den offentlige sektor er den private sektor. De fleste moderne samfund er blandingsøkonomier, der er karakteriseret ved, at såvel den private som den offentlige sektor udgør en betydelig andel af samfundsøkonomien. Lande med en stor offentlig sektor omtales ofte som velfærdssamfund.

## Finansiering og opgaver

### Typer af opgaver
Den offentlige sektors størrelse og rolle varierer fra land til land, men i de fleste vestlige lande udfører den offentlige sektor typisk opgaver inden for følgende områder:
- levering af tjenester (typisk inden for områder som sundhedsvæsen, uddannelsessystem, social omsorg som ældrepleje og børnepasning, kollektiv trafik, retsvæsen (politi og domstole), forsvar, udenrigstjeneste og central og lokal administration)
- planlægning og regulering (infrastruktur, by og bolig, virksomheds- og konkurrenceforhold m.v.)
- udbetaling af overførselsindkomster til husholdninger og subsidier til virksomheder
- skatteopkrævning
- drift af offentligt ejede virksomheder (vand, el, statsligt tv og radio, infrastruktur m.v.)

### Velfærdsøkonomisk begrundelse for en offentlig sektor
I modsætning til den private sektor gælder den normale markedsmæssige udbud og efterspørgsels-logik ikke. Det er politikerne, som bestemmer hvordan udbuddet af offentlige ydelser skal være – ikke markedsmekanismerne. I demokratiske lande har borgerne via valgene indflydelse på den offentlige sektor.
Der er fire hovedbegrundelser for, at en offentlig sektor kan forbedre samfundsøkonomien:
- stabilisere den økonomiske udvikling ved udjævning af konjunktursvingninger
- producere gratis eller stærkt prisnedsatte tjenester, som ikke anses for at kunne blive produceret i tilstrækkeligt omfang eller kvalitet eller til en rimelig pris af den private sektor som følge af markedsfejl, f.eks. eksternaliteter, offentlige goder eller monopolmagt
- fungere som en social forsikring ved at mindske og afbøde konsekvenserne af de hændelser, den enkelte kan komme ud for i livet
- varetage hensynet til den økonomiske fordeling i samfundet

Som følge af mangelfuld information eller imperfektioner i det politiske system er den offentlige intervention dog ikke altid i praksis hensigtsmæssig for samfundsøkonomien. Præcis hvor stor den offentlige sektor bør være, er et almindeligt omdrejningspunkt i den politiske debat i vestlige demokratier.

### Varetagelse af opgaverne
Varetagelsen af disse opgaver kan enten ske ved, at det offentlige selv udfører opgaverne (f.eks. hospitaler, skoler og børnepasning), i samarbejde med et privat selskab (offentligt-privat partnerskab) eller via udlicitering, hvor et privat selskab udfører opgaven under det offentliges kontrol (bl.a. ældrepleje i visse kommuner).

### Finansiering af opgaverne
Den offentlige sektor finansieres i overvejende grad gennem skatter og afgifter, mens en mindre del finansieres via brugerbetaling.

## Den danske offentlige sektor
Danmark er i forhold til mange andre lande kendetegnet ved at have en forholdsvis stor offentlig sektor. Den offentlige sektor kan opdeles i offentlig forvaltning og service samt offentlige virksomheder.

### Offentlig forvaltning og service
Den offentlige forvaltning og service, som ofte er det, der menes, når man taler om den offentlige sektor i snæver forstand, er inddelt i fire delsektorer:
- Staten
- Kommuner
- Regioner
- Sociale kasser og fonde - dvs. a-kasserne og Lønmodtagernes Garantifond

Staten har ansvaret for en række generelle aktiviteter som militær, retssystem, centraladministration og folkekirken. Regionerne har ansvar for sundhedsvæsenet, regionaludvikling og trafik og varetager forskellige miljøopgaver. Kommunerne har ansvaret for at udføre en lang række offentlige serviceopgaver som børne- og ældrepleje, folkeskoler, trafik, miljø mm. Endelig varetager de sociale fonde administrationen af bl.a. dagpengesystemet.
Kommunerne er ansvarlige for godt 50 % af de offentlige udgifter, regionerne for 12 %, de sociale fonde for 5 % og staten for de sidste 33 % (2010). Disse tal giver dog ikke noget dækkende billede af kommunernes betydning for velfærdssamfundets betydning, da mange af de kommunale aktiviteter er reguleret af Folketinget, og kommunerne derfor administrerer disse ordninger med ret begrænsede muligheder for selvbestemmelse. Staten finansierer dermed også 70 % af udgifterne, selvom den kun står for en tredjedel af den faktiske udførelse af opgaverne.

### Offentlige virksomheder
De offentlige selskaber er bl.a. DSB, kommunale forsyningsvirksomheder (f.eks. el og vand), Ørsted A/S,
Sund & Bælt Holding A/S og Post Danmark A/S, der alle producerer markedsmæssige ydelser, der sælges.

### Den offentlige sektors størrelse
De samlede udgifter til offentlig forvaltning og service var i 2018 på 1.144 mia. kr. Det svarede til 51,4 pct. af Danmarks bruttonationalprodukt. Knap halvdelen heraf var offentlige forbrugsudgifter, mens en tredjedel blev brugt på overførselsindkomster til husholdninger (f.eks. dagpenge, folkepension og SU). Målt som andel af BNP udgjorde det offentlige forbrug knap en fjerdedel (24,6 %) i 2018.
I august 2019 var der 832.000 ansatte, heraf en del deltidsansatte, inden for offentlig forvaltning og service. Det svarede til knap 30 % af samtlige lønmodtagere.
De offentlige indtægter var i 2018 på 1157 mia. kr. Der var dermed et samlet overskud på den offentlige saldo på 12 mia. kr. Langt størstedelen af de offentlige indtægter kommer fra skatter og afgifter, men der er også renteindtægter og udbytter fra offentligt ejede selskaber, visse indtægter fra salg af varer og tjenester (f.eks. brugerbetaling for daginstitutioner), kontingenter til A-kasser mv.

### Regulering af den offentlige sektor
Den offentlige sektor er reguleret af en lang række love og andre retsregler. Studiet af disse love mv. udgør til sammen den juridiske kategori offentlig ret.

## International sammenligning
Danmark har en temmelig stor offentlig sektor sammenlignet med de fleste andre vestlige lande.
Målt som andel af BNP udgjorde de offentlige udgifter i en række lande i 2017 ifølge Eurostat:
- Danmark: 51,2 %
- Frankrig: 56,5 %
- Sverige: 49,4 %
- Holland: 42,5 %
- Storbritannien: 40,8 %
- Tyskland: 43,9 %
- Norge: 49,9 %
- Belgien 52,2 %
- Finland 54,2 %